# Mellan-Hurr
Mellan-Hurr är en sjö i Årjängs kommun i Värmland och ingår i Göta älvs huvudavrinningsområde. Sjön är 18 meter djup, har en yta på 0,727 kvadratkilometer och befinner sig 138,5 meter över havet. Sjön avvattnas av vattendraget Mellanälven. Vid provfiske har abborre, gers, gädda och siklöja fångats i sjön.

## Delavrinningsområde
Mellan-Hurr ingår i det delavrinningsområde (661039-127013) som SMHI kallar för Utloppet av Mellan-Hurr. Medelhöjden är 215 meter över havet och ytan är 15,84 kvadratkilometer. Det finns ett avrinningsområde uppströms, och räknas det in blir den ackumulerade arean 44,08 kvadratkilometer. Mellanälven som avvattnar avrinningsområdet har biflödesordning 3, vilket innebär att vattnet flödar genom totalt 3 vattendrag innan det når havet efter 270 kilometer. Avrinningsområdet består mestadels av skog (86 procent). Avrinningsområdet har 0,7 kvadratkilometer vattenytor vilket ger det en sjöprocent på 4,4 procent.